# Muntingia calabura
Calabura é o nome vulgar da espécie arbórea Muntingia calabura, da família Muntingiaceae. Seus frutos são pequenos, globosos e muito doces, sendo muito apreciados por aves e morcegos, peixes  (IAC) tornando esta espécie muito importante para a atração da fauna em áreas de reflorestamentos. Originária das Americas, principalmente México e Peru, foi introduzida no Brasil pelo Instituto Agronômico de Campinas em 1960. O fruto é comestível, muito doce e com propriedades nutritivas. A árvore atinge até sete metros de altura e tem crescimento muito rápido, porém sua madeira é fraca, quebrando com facilidade com ventos fortes e tempestades